# Coll de Siern
El Coll de Siern és una collada situada a 1.628,5 m alt de la carena est del massís de Costabona, a la línia fronterera que separa el Ripollès (terme de Molló) del Vallespir (terme de Prats de Molló i la Presta).
És en el sector sud-oest del terme de Prats de Molló i la Presta i en el nord-oest del de Molló, a l'extrem sud-oriental de la Serra de Finestrol, al sud-oest de la Presta.
Al Coll de Siern hi ha la fita fronterera número 514 entre els estats francès i espanyol. És una fita de base quadrada, estreta i alta, capçada en pla, amb el número de color negre damunt d'una marc blanc. En aquest cas no hi ha creu. És 2 metres a l'est del coll, a tocar del pal indicador que s'hi troba.